# Orestias imarpe
Orestias imarpe är en fiskart som beskrevs av Parenti, 1984. Orestias imarpe ingår i släktet Orestias och familjen Cyprinodontidae. Inga underarter finns listade i Catalogue of Life.